# Pherbellia trabeculata
Pherbellia trabeculata är en tvåvingeart som först beskrevs av Friedrich Hermann Loew 1872.  Pherbellia trabeculata ingår i släktet Pherbellia och familjen kärrflugor. Inga underarter finns listade i Catalogue of Life.